# Episode (joc video)
Episode sau Episode Interactive este un joc video dezvoltat de Pocket Gems.